# ギャロッド・アンド・ロフトハウス
ギャロッド・アンド・ロフトハウス（英語：Garrod and Lofthouse）は、サリー州ケーターハムのチャルドン・ロードにかつて存在した英国の印刷会社で、レコードのディスクジャケットを製造していた。1963年、同社は英国で使用されていたディスクジャケットのデザインの特許を取得した。
このディスクジャケットの特徴は、単色印刷の時代に、4色で印刷した表紙と単色印刷による裏表紙を別々に作製し、これらを接着してディスクジャケットをつくることであった。これにより、印刷機に紙を通す回数が、表紙ならこれまでの半分、裏表紙は4分の1になった。印刷コストも37.5％削減することができた。また、2枚の紙を貼り合わせることができたため、ラミネート加工を施すための時間も半減できた。
英国の大手レコード会社のEMIは、このコスト削減と、唯一の競合相手であるデッカ・レコードのディスクジャケットを作ったことがないことに着目し、EMI系列の全レーベルの90％のジャケット印刷をギャロッド・アンド・ロフトハウスに委託した。そのため、『サージェント・ペパーズ・ロンリー・ハーツ・クラブ・バンド』をはじめとするビートルズのオリジナルLPジャケットには、すべて同社の名前がクレジットされている。例外として、デッカ・レコード所属のローリング・ストーンズによる「ベガーズ・バンケット」（初期にリリースされた「招待状」風のジャケット）と「スティッキー・フィンガーズ」（金属製のジッパーを前面に接着して製造）に関しては、デッカ・レコードの社内スタッフが複雑な製造を管理できなかったため、ギャロッド・アンド・ロフトハウスが特別に生産を請け負った。
ギャロッド・アンド・ロフトハウスは、デッカ以外のイギリスのほとんどのレコード会社のために印刷を行い、フランスでは子会社のアンプリムリ・ドゥ・ノール（フランス語：Imprimerie Du Nord、略称：I.D.N.）でディスクジャケットを製造していた。
会社は1988年に清算されたが、その頃にはジャケットの製造は一般的なプロセスで行えるようになり、カセットテープやコンパクトディスクのジャケットは、厚紙への印刷を必要としなかった。

## 参照
1. ↑  “LP Output in Canada dips”. Billboard. (15 September 1973) 2015年10月13日閲覧。.
2. ↑  “London Gazette”. p. 6643 (1968年6月13日). 2015年10月13日閲覧。
3. ↑  “Gramophone Record Sleeves Patent 943895” (1963年12月11日). 2015年10月13日閲覧。
4. ↑  “Record Sleeve”.   Victoria and Albert Museum. 2015年10月13日閲覧。
5. ↑  I.D.N. - Discogs
6. ↑  “Page 3140 | Issue 51273, 15 March 1988 | London Gazette | the Gazette”. 2021年9月26日閲覧。